# FACIBEL
A Fundação  Faculdade  de  Ciências  Humanas de Francisco Beltrão (FACIBEL) foi uma fundação municipal de ensino superior brasileira mantida pelo Município de Francisco Beltrão. Foi criada por meio de lei municipal, em 1974, e incorporada pela Universidade Estadual do Oeste do Paraná - UNIOESTE, em 1999.